# Chassenard
Chassenard é uma comuna francesa na região administrativa de Auvérnia-Ródano-Alpes, no departamento Allier. Estende-se por uma área de 25,43 km². Em 2010 a comuna tinha 1 028 habitantes (densidade: 40,4 hab./km²).